# Єфремова Ірина Олексіївна
Ірина Олексіївна Єфремова (нар. 26 березня 1959, м. Харків) — український політик, народний депутат України VIII скликання.
З 5 жовтня 2018 року член Центральної виборчої комісії України.

## Освіта
Закінчила Харківський педагогічний інститут ім. Г. С. Сковороди (1988, спеціальність — вчитель російської мови та літератури), Українську Національну академію ім. Я. Мудрого (2003, спеціальність — правознавство), Харківський регіональний інститут державного управління при Президентові України (2008, магістр державного управління), Харківський національний університет внутрішніх справ МВС України (2017, кандидат юридичних наук).

## Кар'єра
Працювала в Ленінському народному суді секретарем судового засідання (м. Харків).
У 1978 переїхала до м. Зміїв Харківської області.
Працювала у Зміївській школі-інтернаті, Чемужівській середній школі Зміївського району, у Зміївському районному виконкомі, Зміївській районній державній адміністрації (начальник відділу з питань сім'ї та молоді).
2002–2005 — юрист у приватній фірмі «Кредо» (Зміївський район).
2005–2010 — голова Печенізької районної державної адміністрації.
З 2010 — заступник директора Інституту регіональної політики.
Депутат Харківської обласної ради VI скликання. Член ВО «Батьківщина».

## Нагороди
- Нагороджена орденом княгині Ольги III ступеня[6], православними орденами «Великомучениці Варвари», «Великомучениці Катерини» I—II ступенів, орденом «До 1020-річчя Хрещення Русі», «Ділова людина України 2007 року».
- Почесна громадянка Харківської області (2020)[7].